# Bendis pulverosa
Bendis pulverosa là một loài bướm đêm trong họ Noctuidae.